# Soosiulus fucatus
Soosiulus fucatus är en insektsart som beskrevs av Young 1977. Soosiulus fucatus ingår i släktet Soosiulus och familjen dvärgstritar. Inga underarter finns listade i Catalogue of Life.